# Andrijevica
Andrijevica (en serbio: Андријевица/Andrijevica) es una ciudad situada en el noreste de Montenegro, en el municipio homónimo del cual es su capital. También es considerada aunque no oficialmente la capital de la región de Vasojevići.

## Historia
El asentamiento tal y como hoy en día se conoce es relativamente nuevo ya que data tan solo del siglo XIX, no obstante a lo largo de la historia han ido apareciendo y desapareciendo distintos asentamientos en la zona. Esto se sabe porque a lo largo de los últimos años se han ido encontrando en las cercanías de la ciudad y en el valle de Berane restos tanto del Neolítico como de las civilizaciones Romana e Iliria.
Durante la Edad Media existía a aproximadamente un kilómetro de la ciudad actual un fuerte que probablemente era el que guardaba la carretera que existía a lo largo del Río Lim ya que era la principal ruta existente entre los estados de Zeta y Raška. También fueron surgiendo diversos asentamientos en lo que hoy es el Municipio de Andrijevica, todos ellos anteriores a la propia ciudad.
En la época en la que la Casa de Nemanjić gobernaba se observó que la zona que hoy ocupa la ciudad estaba densamente poblada por cristianos ortodoxos por lo que se construyó una iglesia en la que por aquel entonces era la sede del gobierno. Dicha iglesia fue derruida por los Otomanos en 1765.
Ya en el siglo XIX los habitantes de la región de Vasojevići que luchaban contra los Otomanos establecieron la ciudad cerca de la zona en la que se ubicaba la antigua iglesia. En 1858 el que entonces era duque de Vasojevići proclama esta región y por tanto también la ciudad parte de Montenegro. A partir de este momento la ciudad presenta un gran desarrollo que se ve frenado con el inicio de la Primera Guerra Mundial.
En el periodo de entreguerras la ciudad experimenta un grandísmo desarrollo que finaliza con el inicio de la Segunda Guerra Mundial. Desde el fin de la guerra y hasta 1960 la ciudad perteneció al distrito de srez primero y al municipio después. Andrijevica fue restaurado como municipio en 1991.
La economía y prosperidad de la ciudad descendieron notablemente en la Guerra de Yugoslavia lo que ha provocado que la población vaya descendiendo lenta pero constantemente. Tras la independencia de Montenegro en 2006 la ciudad quedó integrada en el municipio homónimo del nuevo estado.

## Demografía
La ciudad cuenta con una población de 1.251 habitantes según el censo realizado en el año 2011. La mayoría de la población (69,61%) es de etnia serbia siendo la principal minoría la montenegrina (25,13%). La ciudad en contraste con el municipio ha venido ganado habitantes progresivamente desde 1991. 
| 894 | 899 | 1.007 | 994 | 941 | 933 | 1.073 | 1.251 |

## Transporte
La localidad se encuentra conectada con el resto de Montenegro mediante dos autopistas. También se disspone de los caminos locales que conectan la ciudad con las localidades de Berane y Kolašin que se encuentran situadas a unos 30 kilómetros de distancia y a partir de las cuales se puede conectar con las rutas europeas E65 y E80. El aeropuerto de Podgorica que cuenta con vuelos regulares a varios de los principales destinos europeos se encuentra a unos 120 kilómetros de la ciudad.

## Turismo
La ciudad es un importante destino turístico debido tanto a su estratégica situación en el centro de Montenegro como por todos los espacios naturales que presenta a sus alrededores y que permiten a los visitantes practicar infinidad de actividades lúdicas y deportivas.